# Copa Constitució 2009-2010
La Copa Constitució 2009-2010 è stata la 18ª edizione della Coppa di Andorra di calcio, disputato tra il 17 gennaio ed il 16 maggio 2010. Il UE Sant Julià ha vinto il trofeo per la seconda volta.

## Primo turno
Gli incontri si disputarono il 17 gennaio 2010.
| Squadra 1               | Risultato | Squadra 2                 |
| ----------------------- | --------- | ------------------------- |
| CE Jenlai               | 5 - 1     | Penya Encarnada           |
| FC Lusitanos B          | 2 - 1     | Ranger's FC               |
| Atlètic Club d'Escaldes | 1 - 3     | Casa Estrella del Benfica |
| CE Principat B          | 1 - 9     | UE Extremenya             |

## Secondo turno
Gli incontri si disputarono il 24 gennaio 2010.
| Squadra 1                 | Risultato | Squadra 2             |
| ------------------------- | --------- | --------------------- |
| CE Jenlai                 | 1 - 2     | UE Engordany          |
| FC Lusitanos B            | 0 - 4     | FC Lusitanos          |
| Casa Estrella del Benfica | 0 - 2     | Inter Club d'Escaldes |
| UE Extremenya             | 2 - 1     | FC Encamp             |

## Quarti di finale
Gli incontri di andata si disputarono l'11 mentre quelli di ritorno il 18 aprile 2010.
| Squadra 1             | Totale | Squadra 2       | Andata | Ritorno |
| --------------------- | ------ | --------------- | ------ | ------- |
| UE Engordany          | 0 - 13 | UE Sant Julià   | 0 - 5  | 0 - 8   |
| FC Lusitanos          | 7 - 1  | FC Santa Coloma | 6 - 0  | 1 - 1   |
| Inter Club d'Escaldes | 3 - 4  | UE Santa Coloma | 3 - 0  | 0 - 4   |
| UE Extremenya         | 0 - 5  | CE Principat    | 0 - 2  | 0 - 3   |

## Semifinale
Gli incontri di andata si disputarono il 25 aprile mentre quelli di ritorno il 9 maggio 2010.
| Squadra 1       | Totale | Squadra 2    | Andata | Ritorno |
| --------------- | ------ | ------------ | ------ | ------- |
| UE Sant Julià   | 3 - 0  | FC Lusitanos | 1 - 0  | 2 - 0   |
| UE Santa Coloma | 5 - 4  | CE Principat | 3 - 1  | 2 - 3   |

## Finale
La finale si giocò il
| Aixovall 16 maggio 2010 | UE Sant Julià | 1 – 0 | UE Santa Coloma | Estadi Comunal d'Aixovall |